# خانه ایلخانی
خانه ایلخانی مربوط به دوره قاجار است و در شهرستان اصفهان، بخش جرقویه علیا، دهستان رامشه، روستای رامشه، محله سادات واقع شده و این اثر در تاریخ ۱۶ دی ۱۳۸۷ با شمارهٔ ثبت ۲۴۴۳۷ به‌عنوان یکی از آثار ملی ایران به ثبت رسیده است.